# 犊神星
犊神星（85 Io）是第85颗被人类发现的小行星，于1865年9月19日发现。犊神星的直径为180千米，质量为3.4×1018千克，公转周期为1578.081天。
犢神星以希臘神話的人物伊俄命名。